# Mfiondu Kabengele
Mfiondu Tshimanga Kabengele, né le 14 août 1997 à Burlington, en Ontario, est un joueur canadien de basket-ball. Il évolue au poste d'ailier fort ou pivot.

## Biographie

### Carrière universitaire
En novembre 2015, il entre à l'université d'État de Floride en provenance du lycée Corpus Christi à Burlington, en Ontario. À partir de novembre 2016, il joue pour les Seminoles de Florida State.
Le 9 avril 2019, Kabengele annonce sa candidature à la draft 2019 de la NBA.

### Carrière professionnelle

#### Clippers de Los Angeles (2019-2021)
Il est drafté par les Nets de Brooklyn en 27e position puis échangé vers les Clippers de Los Angeles.

#### Kings de Sacramento (2021)
Le 22 mars 2021, Kabengele est envoyé vers les Kings de Sacramento en échange d'un futur second tour de draft. Le 26 mars, Kabengele est licencié par les Kings sans avoir joué un seul match.

#### Cavaliers de Cleveland (2021)
Le 9 avril 2021, il signe un contrat de 10 jours avec les Cavaliers de Cleveland. Il signe un second contrat de 10 jours, puis s'engage avec les Cavaliers jusqu'à la fin de la saison.

#### Vipers de Rio Grande Valley (2021-2022)
Le 23 novembre 2021, il rejoint les Vipers de Rio Grande Valley en NBA Gatorade League.

#### Celtics de Boston (2022-2023)
Le 16 juillet 2022, après avoir disputé la Summer League avec les Celtics, il signe un contrat two-way avec Boston.

#### Départ pour l'Europe
En août 2023, Kabengele part jouer en Europe pour la première fois et rejoint l'AEK Athènes.

## Statistiques

### Universitaires
| Saison    | Équipe        | Matchs | Titul. | Min./m | % Tir | % 3pts | % LF | Rbds/m. | Pass/m. | Int/m. | Ctr/m. | Pts/m. |
| --------- | ------------- | ------ | ------ | ------ | ----- | ------ | ---- | ------- | ------- | ------ | ------ | ------ |
| 2017-2018 | Florida State | 34     | 0      | 14,8   | 49,1  | 38,5   | 65,7 | 4,65    | 0,29    | 0,44   | 0,85   | 7,21   |
| 2018-2019 | Florida State | 37     | 0      | 21,6   | 50,2  | 36,9   | 76,1 | 5,95    | 0,30    | 0,57   | 1,51   | 13,22  |
| Total     |               | 71     | 0      | 18,3   | 49,8  | 37,4   | 72,4 | 5,32    | 0,30    | 0,51   | 1,20   | 10,34  |

### Professionnelles
gras = ses meilleures performances

#### Saison régulière NBA
| Saison    | Équipe        | Matchs | Titul. | Min./m | % Tir | % 3pts | % LF  | Rbds/m. | Pass/m. | Int/m. | Ctr/m. | Pts/m. |
| --------- | ------------- | ------ | ------ | ------ | ----- | ------ | ----- | ------- | ------- | ------ | ------ | ------ |
| 2019-2020 | L.A. Clippers | 12     | 0      | 5,4    | 43,8  | 45,0   | 100,0 | 0,92    | 0,17    | 0,17   | 0,17   | 3,50   |
| 2020-2021 | L.A. Clippers | 23     | 0      | 4,1    | 28,1  | 22,2   | 83,3  | 0,61    | 0,22    | 0,09   | 0,13   | 1,17   |
| 2020-2021 | Cleveland     | 16     | 0      | 11,6   | 42,1  | 28,1   | 78,6  | 2,90    | 0,80    | 0,40   | 0,60   | 4,30   |
| Total     | Total         | 51     | 0      | 6,7    | 38,8  | 31,4   | 84,0  | 1,40    | 0,40    | 0,20   | 0,30   | 2,70   |

Mise à jour le 24 septembre 2021

## Palmarès

### Palmarès en club
- ACC Sixth Man of The Year (2019)

## Vie privée
Les parents de Mfiondu, Tshilongo et Tshimanga Kabengele, sont originaires de la république démocratique du Congo mais déménagent au Canada pour des raisons éducatives. Son oncle maternel est Dikembe Mutombo, intronisé au Basketball Hall of Fame qui a joué en NBA pendant 18 ans. Kabengele est spécialiste des affaires internationales à l'université d'État de Floride. Il a exprimé le souhait de réduire la corruption en république démocratique du Congo.